# تشارلز دورين
تشارلز دورين (بالإنجليزية: Charles D. D. Doren)‏ هو قسيس أمريكي، (و. 1915  م).